# Халилово (Караидельский район)
Хали́лово (баш. Хәлил) — деревня в Караидельском районе Республики Башкортостан Российской Федерации. Входит в состав Староакбуляковского сельсовета.

## География
Деревня находится на берегу реки Байка.

### Географическое положение
Расстояние до:
- районного центра (Караидель): 21 км,
- центра сельсовета (Старый Акбуляк): 3 км,
- ближайшей ж/д станции (Щучье Озеро): 72 км.

## Население
| 2002 | 2009 | 2010 |
| ---- | ---- | ---- |
| 221  | ↗243 | ↘224 |

### Национальный состав
Согласно переписи 2002 года, преобладающая национальность — башкиры (96 %).